# Cardepia affinis
Cardepia affinis är en fjärilsart som beskrevs av Rothschild 1913. Cardepia affinis ingår i släktet Cardepia och familjen nattflyn. Inga underarter finns listade i Catalogue of Life.